# 賀茂水穂
賀茂水穂（かも の みずほ、天保11年5月12日〈1840年6月11日〉 - 明治42年〈1909年〉2月28日）は、日本の海軍軍人、神職。旭日章従五位。

## 生涯
遠江国浜名郡の代々神職の家に生まれた。賀茂備後直章と称する。賀茂真淵の末裔。慶応4年（1868年）2月23日、兄である山本金木らと共に遠州報国隊を組織し、有栖川宮熾仁親王の麾下に入り先鋒となって戊辰戦争における東征に参加。
明治7年（1874年）に海軍省に出仕、海軍少秘書となり佐賀の乱に従軍。海軍大秘書を経て海軍大主計（秘書科が主計科に統合されたことによる）。
明治24年（1891年）から明治42年（1909年）まで靖国神社2代目宮司を務めた。墓所は青山霊園。

## 家族
- 父：賀茂鞆音（賀茂日向） - 浜名郡宇布見村金山神社神主 
  - 次兄：山本金木 - 井伊谷宮権宮司。
- 長男：賀茂厳雄 - 海軍中将。湯浅蓄電池製造役員。岳父に萬里小路通房。娘婿に藤井英一（藤井真信の兄）など。[1]
- 次男：堤正義 - 旧制大阪工業大学学長。
- 女子：静江 - 伊藤乙次郎の妻